# Hamamatsuchō
Hamamatsuchō (浜松町, Hamamatsuchō) est un quartier dans l'arrondissement de Minato à Tōkyō au Japon.
La gare de Hamamatsuchō est la gare principale du quartier ; elle fait partie de la ligne Yamanote et est également le terminus du monorail de Tōkyō pour se rendre à l'aéroport international de Tōkyō-Haneda.
Le quai Takeshiba (竹芝桟橋, Takeshiba sanbashi) où se trouvent les bateaux des sociétés Tōkai kisen (東海汽船) et Ogasawara kaiun (小笠原海運) pour se rendre respectivement sur l'archipel d'Izu et sur l'archipel d'Ogasawara est proche de la gare.